# Чекист (фильм)
«Чекист» — художественный фильм из проекта «Русские повести», драма, поставленная режиссёром Александром Рогожкиным в 1992 году. Картина снята по повести Владимира Зазубрина «Щепка» (1923). Главный герой — начальник губернского ЧК, принимающий участие в бессудном вынесении приговоров и расстрелах сотен людей. Лента была представлена в программе «Особый взгляд» Каннского кинофестиваля в 1992 году.

## Сюжет
Сотрудники одной из губернских Чрезвычайных комиссий, — Андрей Срубов, Ян Пепел и Исаак Кац, — зачитывают длинные списки врагов советской власти — тех, кто служил у белых, либо, по той или иной причине помогал им; тех, кто на кухне ругал большевиков; тех, чья вина состоит только в «неподходящем» социальном положении. Приговор чекисты выносят сами, он неизменно молниеносен, почти всегда одинаков и безоговорочен: расстрел. Пытаясь соблюдать «революционную законность», которая, по их мнению, заключается лишь в отдельном рассмотрении каждого конкретного дела, «судьи» превращают зачитывание списков в рутину: их «суд» настолько бездушен и бездумен, что они могут приговорить к смерти самих себя.
После вынесения приговора заключённых выводят из камер и отправляют в подвальную душевую, где приказывают раздеться, ставят по пять человек к стене и расстреливают в затылок. Затем трупы выволакивают наружу, откуда ежедневно выезжает грузовик, переполненный телами казнённых людей.
Одна из центральных тем данной картины — внутренняя трагедия интеллигента Срубова, выражаемая в его попытке оправдать насилие нуждами большевистской революции. В отличие от своих малообразованных соратников, для которых проводимые в застенках массовые расправы являются делом исторической мести тем, кого они считают своими врагами, Срубов пытается выстроить философию, которая могла бы оправдать кровопролитие общественным благополучием. Априорная неразрешимость поставленного вопроса приводит его к невыносимым мукам совести и далее к окончательному умопомешательству. Ведь жизнь в окружении мёртвых оказывается куда страшнее, чем смерть в окружении живых.

## В главных ролях
- Игорь Сергеев — Андрей Павлович Срубов, начальник губернского ЧК
- Алексей Полуян — Ян Карлович Пепел, заведующий отделом агентуры, член ЧК
- Михаил Вассербаум — Исаак Кац, друг Срубова, член ЧК
- Сергей Исавнин — Семён Худоногов, чекист-исполнитель
- Василий Домрачев — Ефим Соломин, чекист-исполнитель
- Александр Медведев — Иван Мудыня, чекист-исполнитель
- Виктор Хозяинов — Наум Непомнящих, чекист-исполнитель
- Александр Харашкевич — Алексей Боже, чекист-исполнитель
- Игорь Головин — комендант (чекист-кокаинист)
- Нина Усатова — уборщица в ЧК
- Борис Морозов

## В ролях
- Оксана Базилевич — Валентина, жена Срубова
- Сергей Заморев — Попов, семейный врач
- Марина Крутикова — мать Срубова
- Мария Воронина — секретарь ЧК
- Илья Ривин — гражданин Зикельман, владелец ювелирного магазина
- Виктор Бычков — Иванов, следователь ЧК
- Сергей Мигицко — родственник капитана Клименко
- Евгений Тиличеев — прохожий в клетчатых штанах
- Ольга Тарасенко
- Татьяна Кабанова
- Сергей Косырев

## Съёмочная группа
- Автор сценария — Жак Бэнак
- Режиссёр-постановщик — Александр Рогожкин
- Oператор-постановщик — Валерий Мюльгаут
- Художник-постановщик — Григорий Образцов
- Композитор — Дмитрий Павлов
- Продюсеры — Ги Селигманн, Олег Коньков

## Проект «Русские повести»
Проект «Русские повести» был спродюсирован Олегом Коньковым и Ги Селигманом специально для французского телеканала «La Sept» (ARTE).
В него вошло шесть фильмов:
- «Ключ» (1992, по одноимённой повести М. Алданова, реж. Павел Чухрай),
- «Дитя» (1992, по рассказам Вc. Иванова, реж. Виктор Титов),
- «Рукопись» (1992, по повести Л. Чуковской «Спуск под воду», реж. Александр Муратов),
- «Тьма» (1992, по одноимённому рассказу Л. Андреева, реж. Игорь Масленников)
- «Чекист» (1992, по повести В. Зазубрина «Щепка» (1923), реж. Александр Рогожкин),
- «На Иртыше» (1992, по мотивам одноимённого романа С. Залыгина, реж. Вячеслав Сорокин).